# Pontosvessző
A pontosvessző ( ; ) egy írásjel.
A magyar helyesírásban pontosvesszővel határoljuk el egymástól többszörösen összetett mondatokban a szorosabban összetartozó tagmondatok csoportjait. Kéttagú összetett mondatban is állhat pontosvessző, ha a tagmondatok kapcsolata laza. (AkH.12 245.)
A felsorolásban pontosvesszőt is használunk, ha azonos szerepű, vesszőkkel tagolt mondatrészeket akarunk elkülöníteni másneműekből álló sorozattól. (AkH.12 248. b))
A tizedesvesszőt használó nyelvekben a matematikai jelölésekben számokat is pontosvesszővel választanak el.
Például {\displaystyle A=\{4,\!5;\ 5,\!6;\ 7,\!8\}}.
A C-szerű programozási nyelvekben a pontosvessző az utasítást lezáró karakter. Az ASCII és a Unicode kódja: 59.